# Studierendenwerk Paderborn
Das Studierendenwerk Paderborn erbringt Dienstleistungen für die Studierenden an der Universität Paderborn, der Hochschule Hamm-Lippstadt, der Katholischen Hochschule Nordrhein-Westfalen, Abteilung Paderborn, der Theologischen Fakultät Paderborn und der Fachhochschule der Wirtschaft (FHDW).

## Dienstleistungen
Das Studierendenwerk Paderborn sorgt für Wohnraumvermietung in Studentenwohnheimen und Wohnanlagen, Hochschulgastronomie (Mensen, Cafeteria, Catering), Studienfinanzierungsberatung und Durchführung des Bundesausbildungsförderungsgesetzes, Betreuung der Kinder Studierender und interkulturelle Förderung. Es sorgt dafür, dass an den Hochschulen außer den wissenschaftlichen auch die alltagspraktischen Bedürfnisse der Studierenden erfüllt werden können.
Es vermietet ca. 1.800 Wohnplätze in fünf Wohnanlagen in Paderborn und jeweils ca. 100 Wohnplätze in Hamm und in Lippstadt. In den Mensen werden jährlich mehr als 1,2 Millionen Essen ausgegeben. Weitere gastronomische Einrichtungen kommen hinzu. Als Amt für Ausbildungsförderung ist es für ca. 27.000 Studierende zuständig.
Das Studierendenwerk Paderborn betreibt zwei Kindertagesstätte mit dem Namen MS-Kunigunde und Uni-Zwerge mit insgesamt 150 Betreuungsplätzen für Kinder von 4 Monaten bis zum Schuleintritt.

## Organisation
Das Studierendenwerk Paderborn ist eine Anstalt des öffentlichen Rechts; es ist also eine eigenständige, organisatorisch selbständige Einrichtung, die für die Studierenden der betreuten Hochschulen Dienstleistungen erbringt.
Selbstverwaltungsorgan des Studierendenwerks ist der Verwaltungsrat, dem Studierende, Lehrbeauftragte und Angehörige der Hochschulverwaltung sowie Personen des Teams des Studierendenwerks als Beschäftigtenvertretung angehören; der Geschäftsführer des Studierendenwerks ist dem Verwaltungsrat rechenschaftspflichtig. Sitz und Verwaltung sind in Paderborn.
Als Anstalten des öffentlichen Rechts erhält es – wie alle Studentenwerke und Studierendenwerke – einen Teil seines Finanzbedarfs aus Steuermitteln, ein weiterer Teil stammt aus einer Pflichtumlage („Sozialbeitrag“) der Studierenden. Den größten Anteil der Einnahmen erwirtschaftet das Studierendenwerk durch Einnahmen der Gastronomiebetriebe oder aus Mieten selbst. Das Studierendenwerk beschäftigt insgesamt mehr als 250 Personen. Über die Hälfte davon arbeitet – großenteils in Teilzeitbeschäftigung – in den Gastronomiebetrieben.
Das Studierendenwerk Paderborn ist ein anerkannter Ausbildungsbetrieb in den Berufsfeldern Koch*Köchin, Kaufleute für Büromanagement und Informatikkaufleute. Darüber bietet es Umschulungs-, Betriebs- und Jahrespraktika sowie im Rahmen der Berufsfindung Schüler-Praktika an.

## Tectum
Die im Jahr 2000 gegründete Tochtergesellschaft Tectum GmbH bietet das im Bereich der Gastronomie und des Facility-Managements erworbene Know-how im privatwirtschaftlichen Bereich an. Die Erträge gehen an das Studierendenwerk Paderborn und stützen damit die soziale Förderung der Studierenden. Die Tectum betreibt auf dem Campus das Boardinghouse Campus Lounge mit Gast- und Tagungsangebot.

## Geschichte
Im Rahmen der NRW-Bildungsinitiativ wurden 1972 fünf Gesamthochschulen gegründet: Duisburg, Essen, Wuppertal, Siegen und Paderborn.  Außerdem die Fernuniversität-Gesamthochschule Hagen.
Das Studierendenwerk Paderborn ist am 1. März 1974 durch das Gesetz über die Studentenwerke im Lande Nordrhein-Westfalen als Unternehmen des Landes in der Rechtsform der Anstalt des öffentlichen Rechts mit dem Recht auf Selbstverwaltung errichtet worden. Es war bis zum Jahr 2000 zuständig für die Standorte in Paderborn, Höxter, Meschede und Soest. Heute sind außer der Universität Paderborn die Hochschule Hamm-Lippstadt, die Katholische Hochschule Nordrhein-Westfalen, Abteilung Paderborn, die Theologische Fakultät Paderborn und die Fachhochschule der Wirtschaft (FHDW) im Zuständigkeitsbereich des Studierendenwerks.

## Weblink
- Offizielle Website